# David Mackenzie
David Mackenzie (Corbridge; 10 de mayo de 1966) es un director de cine escocés y cofundador de Sigma Films. Ha hecho nueve largometrajes que incluyen Young Adam (2003), Hallam Foe (2007), Perfect Sense (2011) y Starred Up (2013). En 2016, Hell or High Water. En octubre de 2016, Mackenzie dirigió Damnation - un piloto de televisión Universal. En 2017, Mackenzie empezó a filmar la serie histórica Outlaw King para Netflix prevista para 2018.
Mackenzie y sus películas han sido descritos como inclasificables dentro de un género concreto.

## Vida y carrera
Después de estudiar en Duncan de Jordanstone Universidad de Arte y Diseño en Dundee, Mackenzie empezó a dirigir cortos: Diamantes Sucios (1994), Sol de California (1997), Voltereta (1999) y Marcie Dote (2000). Ganando premios internacionales.
El largometraje de debut de Mackenzie fue The Last Great Wilderness (2002). Su hermano, el actor Alastair Mackenzie, interpreta a un cateto que quema por venganza la casa del amante de su mujer. La película empieza como una comedia de gánsteres, sigue como una película de terror y acaba convirtiéndose en algo diferente. Se presentó en el TIFF en 2002.
Luego adaptó la novela, Young Adam (2003). Presenta a Ewan McGregor, Tilda Swinton, Peter Mullan y Emily Mortimer. La película se estrenó en Cannes 2003, y en 2004 opto a los premios BAFTA. Tilda Swinton Y Ewan McGregor ganaron los BAFTAs Escocia por sus interpretaciones. La película también ganó el Premio Michael Powell en el EIFF, y estuvo nominada para cuatro BIFA y varios Premios de Academia de Película europeos.
En 2005 Mackenzie dirigió Asilo, adaptado del libro de Patrick McGrath y protagonizada por Natasha Richardson, Ian McKellen, Hugh Bonneville y Marton Coskas. Richardson es la esposa de un psiquiatra que se interesa por un paciente culpable del asesinato de su mujer. Fue nominado para el oso Dorado de Berlín y ganó el Premio del Gremio de Cine en el 2005 Berlín Festival de cine Internacional.
Luego, Mackenzie dirigió  Hallam Foe, protagonizada por Jamie Bell y Sophia Myles. La película sigue a un voyeur que huye de Edimburgo y obsesionado con una mujer que se parece a su madre. El film ganó varios premios, entre ellos el Hitchcock y el Kodak.
En 2009 dirige Spread  una sátira del sexo, y su primera producción en EE. UU. que esta protagonizada por Ashton Kutcher, un gigolo que tiene por cliente a una bella mujer madura interpretada por Anne Heche. 
Mackenzie regresó a Glasgow para el film Perfect Sense (2011). La película sigue a Ewan McGregor y Eva Green sufriendo una pandemia que hace que las personas que pierdan sus sentidos uno por uno. La película ganó premios en Edimburgo, Bratislava y Filadelfia.
Después Mackenzie dirigió la comedia musical Your Instead (2011) con Luke Treadaway y Natalie Tena como dos cantantes que acaban esposados el uno al otro. El reparto y el equipo tuvieron que filmar entre el caos de un festival de música real. se estrenó en el SXSW.
En 2013 fue el drama carcelario Starred Up. Con Jack O'Connell como un joven delincuente que es trasladado a una prisión de adultos donde está su padre. La película está basada en las experiencias del escritor Jonathan Asser como terapeuta voluntario en HM Prisión Wandsworth. La película tiene un 99% en Tomates Podridos.
Mackenzie regresó a USA para hacer Comancheria (2016), protagonizada por Chris Pine, Jeff Bridges y Ben Foster. La película sigue dos a hermanos que atracan bancos a través de Texas, perseguidos por un viejo Texas Ranger y su socio. La película se estrenó en Cannes con mucho éxito. Fue el film independiente más taquillero de 2016 y fue nominada a cuatro oscars, varios Globos de oro y BAFTAs.
A finales de ese mismo año Mackenzie dirigió un piloto de televisión, Damnation para Universal y la USA Network. Descrito como una saga épica de la historia secreta de los años 30s americanos llena de codicia, charlatanes y profetas. Damnation será emitida por Netflix en el exterior de los EE. UU.
En 2017, comenzó la producción de la histórica Outlaw King con Chris Pine, Aaron Taylor-Johnson, Florence Pugh y Billy Howle. La película narra la desigual lucha entre el rey escocés Robert the Bruce contra el ejército inglés. La película está producida por Gillian Berrie y Sigma Películas y será liberada en Netflix.
Mackenzie vive en Escocia con su Mujer Hazel y sus tres niños: Ferosa, Luke y Arthur.
Su padre era el Contralmirante de la Royal Navy John Mackenzie, y su madre era Ursula Balfour. Ambos padres murieron en 2015.

## Filmografía

### Películas
- The Last Great Wilderness (2002)
- Young Adam (2003)
- Asylum (2005)
- Hallam Foe (2007)
- Spread (2009)
- Perfect Sense (2011)
- You Instead (2011)
- Starred Up (2013)
- Hell or High Water (2016)
- Outlaw King (2018)

### Televisión
- Damnation (2017)

### Cortometrajes
- Diamantes sucios (1994)
- Sol de California (1997)
- Voltereta (2000)
- Marcie Dote (2000)

## Premios

### Premios de academia
| Año  | Trabajo nominado | Categoría      | Resultado |
| ---- | ---------------- | -------------- | --------- |
| 2017 | Comancheria      | Mejor película | Nominado  |

### BAFTA Premios de Escocia
| Año  | Trabajo nominado | Categoría                  | Resultado |
| ---- | ---------------- | -------------------------- | --------- |
| 2003 | Young Adam       | Película                   | Gana      |
| 2003 | Young Adam       | Director                   | Gana      |
| 2007 | Hallam Foe       | Película                   | Nominado  |
| 2007 | Hallam Foe       | Guion                      | Nominado  |
| 2011 | Perfect Sense    | Largometraje               | Nominado  |
| 2011 | Perfect Sense    | Director                   | Nominado  |
| 2011 | Perfect Sense    | Película escocesa Favorita | Nominado  |
| 2011 | You Instead      | Película escocesa Favorita | Nominado  |
| 2013 | Starred Up       | Largometraje               | Gana      |
| 2013 | Starred Up       | Director                   | Gana      |

### Berlín Festival de cine Internacional
| Año  | Trabajo nominado | Categoría             | Resultado |
| ---- | ---------------- | --------------------- | --------- |
| 2005 | Asilo            | Gremio de Cine alemán | Gana      |
| 2005 | Asilo            | Oso de Berlín         | Nominado  |
| 2007 | Hallam Foe       | Gremio de Cine alemán | Gana      |
| 2007 | Hallam Foe       | Música                | Gana      |
| 2007 | Hallam Foe       | Oso de Berlín         | Nominado  |

### Premios de Película Independientes británicos
| Año  | Trabajo nominado | Categoría                        | Resultado |
| ---- | ---------------- | -------------------------------- | --------- |
| 2003 | Young Adam       | Película                         | Nominado  |
| 2003 | Young Adam       | Director mejor                   | Nominado  |
| 2007 | Hallam Foe       | Película                         | Nominado  |
| 2007 | Hallam Foe       | Director                         | Nominado  |
| 2007 | Hallam Foe       | Guion                            | Nominado  |
| 2007 | Hallam Foe       | Técnica                          | Nominado  |
| 2011 | You Instead      | Producción                       | Nominado  |
| 2013 | Starred Up       | Película Independiente británica | Nominado  |
| 2013 | Starred Up       | Director                         | Nominado  |
| 2013 | Starred Up       | Producción                       | Nominado  |

### Cannes Festival de cine
| Año  | Trabajo nominado | Categoría         | Resultado |
| ---- | ---------------- | ----------------- | --------- |
| 2003 | Young Adam       | Una cierta mirada | Nominado  |
| 2016 | Comancheria      | Una cierta mirada | Nominado  |

### Edimburgo Festival de cine Internacional
| Año  | Trabajo nominado | Categoría       | Resultado |
| ---- | ---------------- | --------------- | --------- |
| 2003 | Young Adam       | Nueva británica | Gana      |
| 2011 | Perfect Sense    | Nueva británica | Gana      |

### Globo dorado
| Año  | Trabajo nominado | Categoría | Resultado |
| ---- | ---------------- | --------- | --------- |
| 2017 | Comancheria      | Película  | Nominado  |

## Sigma Films
Junto con el productor Gillian Berrie, David Mackenzie es socio en Sigma. Donde además de producir sus propias películas han producido de otros directores como Andrea Arnold (2006), Jonathan Glazer y su Bajo La Piel (2013), Lars von Trier y su Dogville (2003) y Robert Carlyle y su Leyenda de Barney Thomson (2015).
Sigma Films también se dedica a proporcionar ayuda a personas jóvenes y desfavorecidas que quieren trabajar en la industria audiovisual.